# Porrhomma microcavense
Porrhomma microcavense là một loài nhện trong họ Linyphiidae.
Loài này thuộc chi Porrhomma. Porrhomma microcavense được Jörg Wunderlich miêu tả năm 1990.